# Johann Schauer (politik)
Johann Schauer (26. dubna 1840 Lambach – 1. června 1914 Wels) byl rakouský právník a politik německé národnosti, v 2. polovině 19. století poslanec Říšské rady z Horních Rakous.

## Biografie
Profesí byl advokátem ve Welsu.
Vystudoval benediktinské gymnázium v Kremsmünsteru, pak v letech 1860–1864 práva na Vídeňské univerzitě. Roku 1866 byl promován na doktora práv. V roce 1863 spoluzakládal spolek dobrovolných hasičů ve Welsu. V letech 1884–1904 působil ve funkci předsedy Svazu hasičů Horních Rakous. Od roku 1864 do roku 1910 působil jako advokát ve Welsu, nejprve v kanceláři Dr. Hörnera a od roku 1871 jako samostatný advokát.
Byl aktivní i politicky. Od roku 1874 zasedal v obecním zastupitelstvu ve Welsu a od roku 1887 až do své smrti roku 1914 zastával uřad starosty města. Od roku 1890 zasedal na Hornorakouském zemském sněmu za kurii městskou, obvod Wels. Zemským poslancem byl do roku 1892. Na sněm se vrátil roku 1897. Mandát zde obhájil roku 1902 a 1909 a zemským poslancem byl až do své smrti roku 1914. Politicky byl orientován jako německý liberál.
Působil i jako poslanec Říšské rady (celostátního parlamentu Předlitavska), kam usedl doplňovacích volbách roku 1890 za kurii městskou v Horních Rakousích, obvod Wels, Eferding atd. Nastoupil 18. března 1890 místo Franze Xavera Große. Mandát obhájil ve volbách roku 1891. Ve volebním období 1885–1891 se uvádí jako Dr. Johann Schauer, advokát, bytem Wels.
Na Říšské radě patřil po volbách roku 1891 do poslaneckého klubu Sjednocené německé levice, do kterého se spojilo několik ústavověrných proudů.
V roce 1906 na něj byl spáchán atentát. Výstřel z revolveru přežil, ale pod pravým okem mu zůstala kulka.
Zemřel v červnu 1914.